# Foret à archet

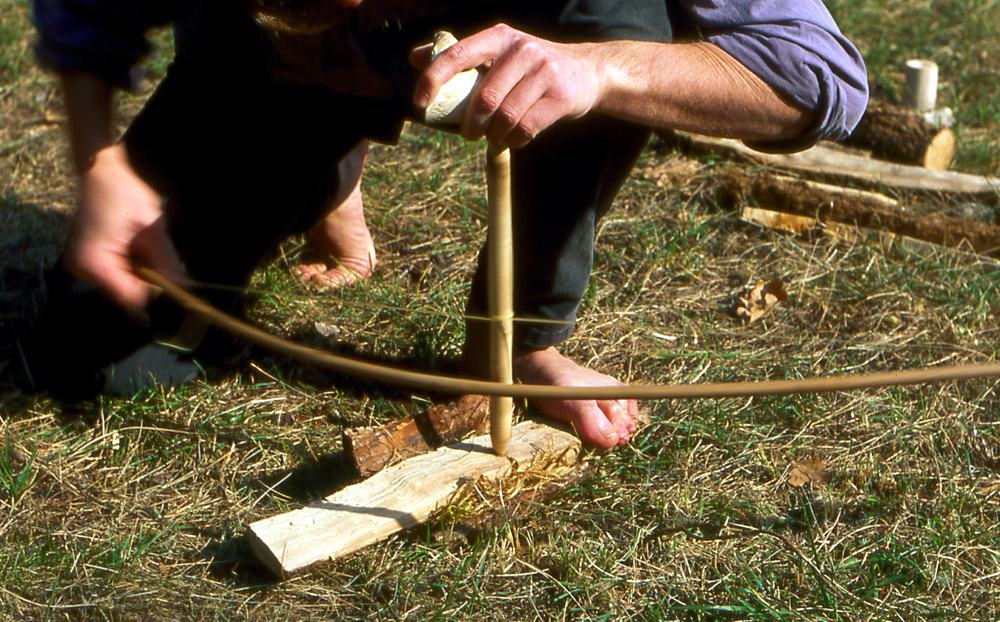
Foret à archet avec pivot manuel, pour faire du feu.

Le foret à archet est un outil manuel, fait d'une baguette (le foret proprement dit) mise en rotation rapide au moyen d'une corde enroulée que l'on dévide en la maintenant tendue par un arc fléchi manuellement. Ce mécanisme, dont les origines remontent à la préhistoire, a été utilisé tout autant comme perçoir que pour faire du feu,,.

Schéma montrant l'utilisation du foret pour l'ignition.

## Description
L'axe de rotation du foret peut être maintenu vertical par un cadre, ou par un pivot tenu d'une main, échancré d'un creux pour recevoir l'extrémité supérieur du foret. Il faut lubrifier les points de contact avec ces galets de guidage pour ne pas affecter la vitesse de rotation de la baguette. Un célèbre manuel de camping des années 1920 attribuait cette invention aux Inuits.

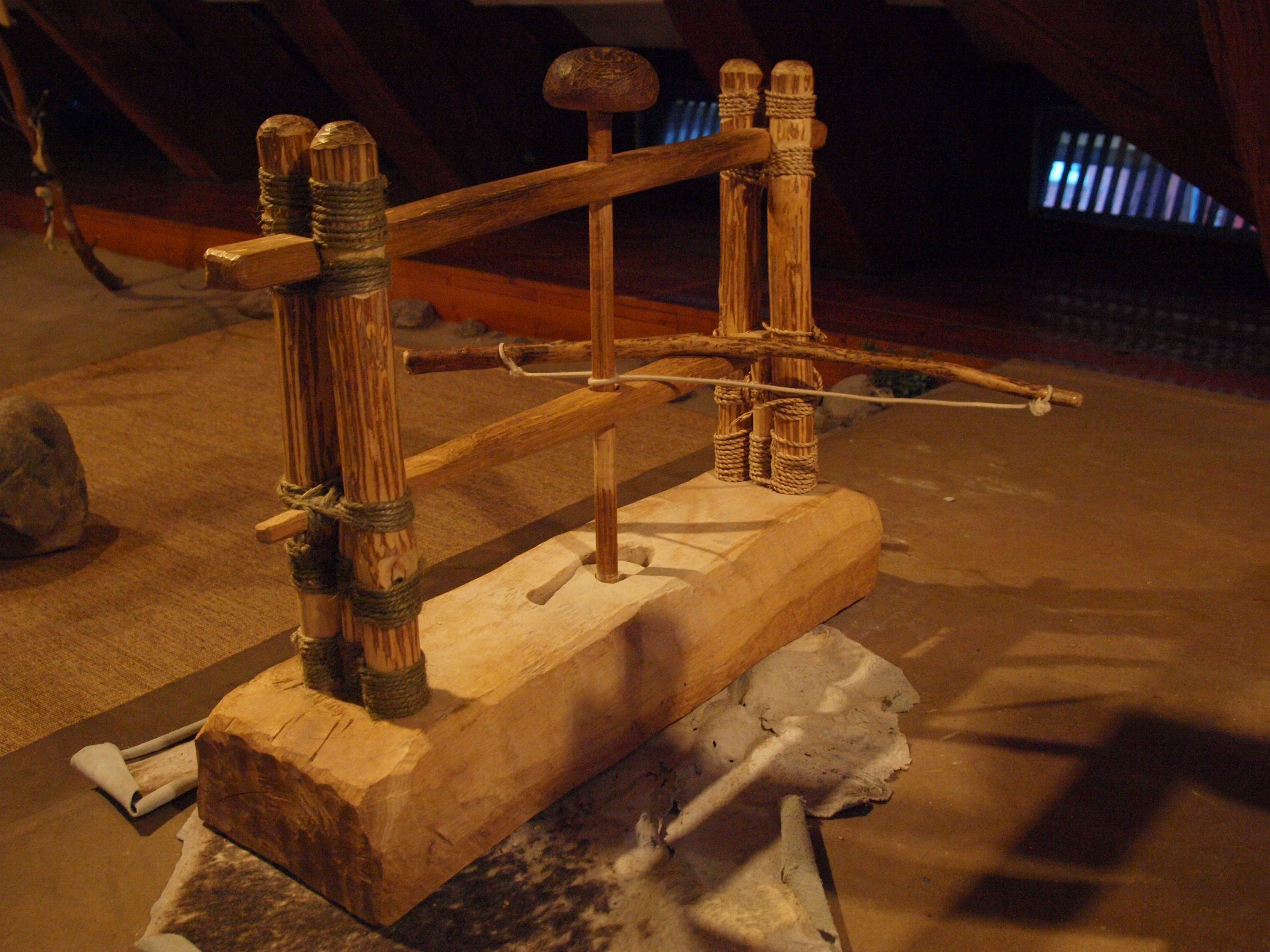
Foret à archet pour emmancher les haches de pierre.

On enroule d'un tour la corde de l'arc autour de la baguette, en la serrant assez fort. Dans sa variante égyptienne, la corde fait plusieurs tours, est nouée ou même traverse diamétralement la baguette.

## Historique
On a retrouvé à Mehrgarh des forets à lapis lazuli et à cornaline munis de pointes en jaspe verte des IVe et Ve millénaire av. J. Chr. Des forets simliaires de la Civilisation de la vallée de l'Indus et de la Perse, postérieurs d'un millénaire, ont été également découverts.